# Tokoloshe Man
"Tokoloshe Man" foi um single de sucesso de 1971 no Reino Unido de John Kongos, lançado pela Fly Records. Permaneceu no top 10 do UK Singles Chart por cinco semanas, chegando ao número 4.   O single anterior de Kongos foi "He's Gonna Step on You Again", outro hit número 4 nas paradas do Reino Unido. 
"Tokoloshe Man" foi regravada por Happy Mondays. Apareceu no álbum de compilação da Elektra de 1990, Rubáiyát: Elektra's 40th Anniversary. 

## Significado
A palavra Tikoloshe refere-se à besta mística de mesmo nome na mitologia africana, que supostamente aterroriza e come as pessoas à noite. 